# Master KG
Kgaogelo Moagi, plus connu sous son nom de scène Master KG, est un musicien et producteur de disques sud-africain, né le 30 janvier 1996 dans le village de Calais, près de Tzaneen, dans la province  Limpopo. 
Master KG a commencé à aimer la musique dès son plus jeune âge et est devenu célèbre en 2018 avec son album Skeleton Move  qui a reçu plusieurs nominations et prix, dont un AFRIMMA Award (All Africa Music Awards) dans la catégorie meilleur groupe d'artistes dans l'électro africaine. Il est également connu comme le pionnier de la danse Balobedu,.

## Débuts
Kgaogelo Moagi grandit dans le village de Calais, dans le Limpopo. Il commence à jouer différents rythmes musicaux à l'âge de treize ans en utilisant un ordinateur que son oncle lui a acheté pour l'encourager.

## Carrière
La carrière musicale de Master KG commence lorsqu'il prend contact avec DJ Maebela et qu'ils expérimentent de la musique électronique. Ils disposent déjà d'un arsenal complet d'instruments et de compétences pour fabriquer des rythmes.
En 2016, il sort son premier single Situation. Après avoir signé sur son label actuel, Open Mic Productions, Master KG sort en 2018 son premier album intitulé Skeleton Move,. 
Master KG collabore avec divers artistes, dont Zanda Zakuza, Makhadzi et Nomcebo. Il chante dans sa langue locale, le khelovedu, une langue parlée par le peuple Lovedu. Master KG se produit dans un plusieurs pays étrangers, dont la Zambie. 
En octobre 2019, Master KG sort son album Jerusalema, ainsi que le single du morceau éponyme. La chanson Jerusalema met en vedette la chanteuse Nomcebo Zikode. Ce titre connaît un succès international.

## Discographie

### Albums
- 2018 :  Skeleton Move
- 2019 : Jerusalema

## Singles
- 2016 : Situation
- 2019 : Jerusalema

## Distinctions
| Année | Organisateur(s)         | Prix                                                | Résultat   |
| ----- | ----------------------- | --------------------------------------------------- | ---------- |
| 2018  | All Africa Music Awards | Meilleur groupe d'artistes dans l'électro africaine | Lauréat    |
| 2020  | NRJ Music Awards        | Révélation internationale de l'année                | Nomination |
| 2020  | NRJ Music Awards        | Chanson internationale de l'année (Jerusalema)      | Lauréat    |